# جسيم بروتيني

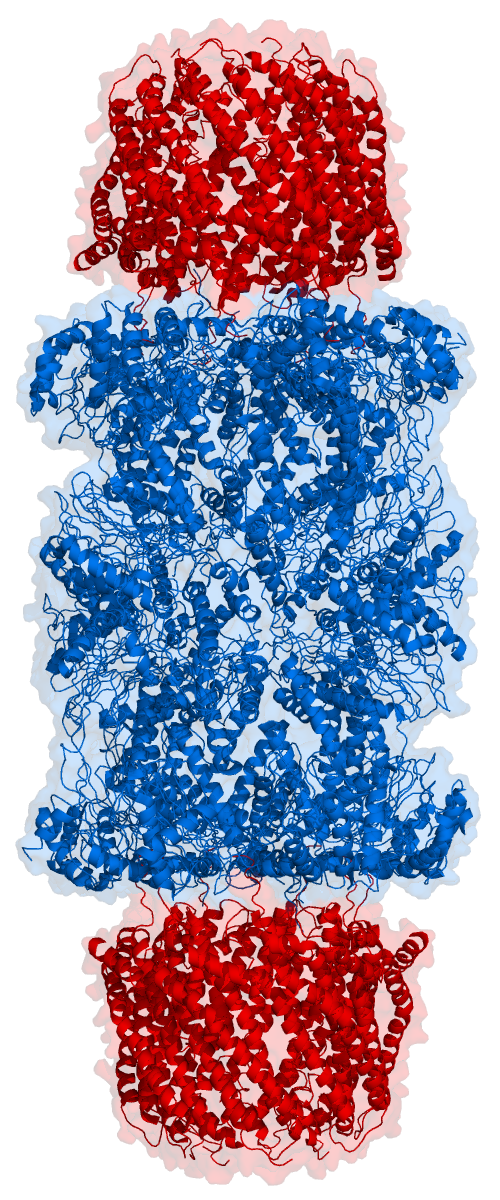
رسم توضيحي للبروتيزوم. المواقع الفعالة تكون مخفية للداخل (أزرق). المحفظات (باللون الأحمر: في هذه الحالة، الجزيئات التحكمية 11S) على الطرفين تتحكم بالمدخل إلى حجرة التحطيم حيث يتم تحطيم وهضم البروتينات هناك.

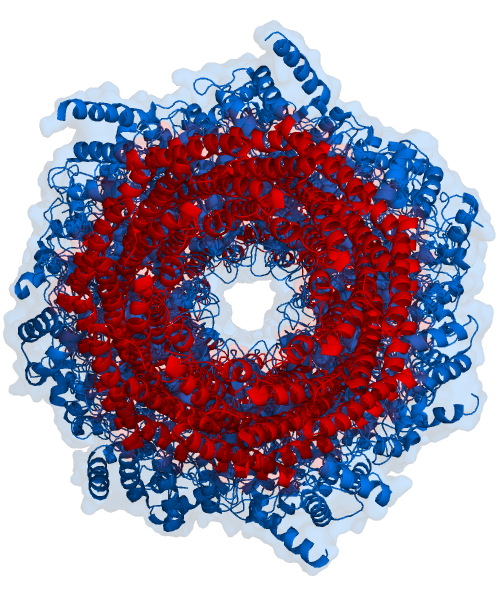
نظرة علوية للبروتياسوم الذي في الصورة التي فوق هذه الصورة.

البروتيزومات (بالإنجليزية: Proteasomes)هي معقدات بروتينة كبيرة تتواجد في حقيقيات النوى والعتائق وأيضاً في بعض أنواع الجراثيم. تتوضع البروتيزومات في النواة والسيتوبلازما عند حقيقيات النوى. تعتبر الوظيفة الرئيسية للبروتيزمات تدمير البروتينات الغير مهمة حيث يتم تحطيم البروتين بعملية التحلل البروتيني، وهي تفاعل كيميائي يتم من خلاله كسر الروابط الببتيدية. تدعى الأنزيمات التي تقوم بهكذا تفاعلات بالبروتياز. تشكل البروتوزمات الألية الرئيسية في الخلية والتي يتم بواسطتها التحكم بتركيز بروتينات معينة وتحطيم البروتينات المطوية بشكل خاطئ. ينتج من عملية التحطيم ببتيدات بطول حوالي 7-8 أحماض امينية ومن ثم يتم تحطيم هذه الببتيدات إلى أحماض أمينية تستخدم في تصنيع بروتينات جديدة. يتم وسم البروتينات المراد تحطيمهاا ببروتينات صغيرة تدعى يوبيكويتينز. تتم عملية الوسم بواسطة انزيم يدعى يوبيكويتين ليجيز. يعتبر الوسم لبيوبيكوتين مفرد إشارة لتحفيز الليجيز لربط جزيئات يوبيكوتين أخريات.

## الاكتشاف
كان العلماء قبل اكتشاف نظام يوبيكيتين - بروتيزوم يعتقدون أن تحلل البروتين ضمن الخلايا يعتمد بشكل أساسي على الجسيمات الحالة، وهي عضيات مرتبطة بالغشاء الخلوي ذات أجزاء داخلية حمضية ومليئة بالبروتياز والتي يمكن أن تتحلل ثم تعيد استقلاب البروتينات الخارجية والعضيات الخلوية القديمة أو التالفة. أظهرت الأبحاث التي قام بها جوزيف إيتلينغر وألفريد غولدبيرغ في عام 1978 أن هذه العملية تتكون من عدة سلاسل بروتينية متميزة دون تحديد طبيعتها بالضبط. أدت الأبحاث اللاحقة على عملية تعديل الهيستونات إلى تحديد دور غير متوقع لبروتين الهيستون من خلال رابطة بين سلسلة جانبية لبروتين اللايسين من الهيستون وبقايا الغلايسين من بروتين اليوبيكيتين، والذي لم تكن له وظيفة معروفة سابقًا. اكتُشف لاحقًا أن البروتين الذي حُدد سابقًا والمرتبط بتحلل البروتينات، والمعروف باسم عامل التحلل البروتيني المعتمد على إي تي بي هو في الحقيقة نفس بروتين يوبيكيتين. عزلت المركبات الفعالة والتي تقوم بتحليل البروتينات على يد شيروين ويلك وماريون أورلوفسكي، وفي وقت لاحق أطلق على هذا المعقد البروتيني اسم البروتيزوم.
جرت الكثير من الأبحاث التي قادت إلى اكتشاف نظام يوبيكيتين - بروتيزوم في أواخر السبعينيات وأوائل الثمانينيات في مختبر أفرام هيرشكو، حيث كان يعمل آرون سيشانوفر كطالب دراسات عليا. ساهمت أبحاث هيرشكو التي استمرت لمدة عام في مختبر إيروين روز في مركز فوكس تشيس للسرطان في تقديم توضيحات أساسية في هذا المجال، وعلى الرغم من أن روز قلل لاحقًا من دور هيرشكو في الاكتشاف، لكن الثلاثة تشاركوا جائزة نوبل في الكيمياء لعام 2004 بفضل عملهم في اكتشاف نظام يوبيكيتين – بروتيزوم. أصبحت بيانات المجهر الإلكتروني التي تكشف عن بنية البروتيزوم أصبحت متاحة في منتصف الثمانينيات، لكن الهيكل الأساسي للبروتيزوم لم يكتشف إلا بواسطة علم البلورات الشعاعية في عام 1994.

## التحكم في دورة الخلية
تلعب الكينازات الدور الأساسي في التحكم في سير الدورة الخلوية عن طريق تنشيط أنزيمات معينة تحدد مراحل دورة الخلية. يستمر وجود هذه الأنزيمات في الخلية لبضع دقائق فقط، ولها أقصر فترة حياة من بين جميع البروتينات الموجودة داخل الخلايا، وبعد أن يؤدي معقد الكيناز – سيكلين وظيفته، فإن السيكلين المرتبط به يتحلل بواسطة البروتيزوم، ما يؤمن سير الدورة الخلية. يتطلب الخروج من الانقسام الفتيلي حدوث عملية تفكك تعتمد على البروتياز، ويمكن أن يحدث ذلك في الخلايا الفقارية عبر نقطة التفتيش الانقسامية ما يؤدي إلى الخروج المبكر من الطور الأول للانقسام الخلوي على الرغم من تأخير هذا الخروج عن طريق نقطة تفتيش المغزل الخلوي. تستخدم بعض بدائيات النوى البروتيزوم أيضًا مثل حقيقيات النوى للتحكم في دورة الخلية، ويحدث ذلك تحديدًا من خلال التحكم في أطوار عملية انقسام الخلايا.

### تنظيم نمو النبات
تعتبر الأكسينات هي الهرمونات النباتية المسؤولة عن اتجاه نمو وسرعة نمو النباتات. تؤدي هذه الهرمونات دورها من خلال استهداف فئة من مثبطات عامل النسخ المعروفة باسم بروتينات تحلل البروتيزوم. تنتشر هذه البروتينات في كل مكان بواسطة مركبات مرتبطة مع مستقبلات الأوكسينات. يؤدي تحلل بروتينات البروتيزوم إلى نقص عوامل النسخ ويحفز التعبير الجيني الموجه. تعتمد نتائج التنشيط الخلوي على نوع النبات ومرحلة النمو، وتلعب دورًا رئيسيًا في توجيه النمو والسيطرة عليه في الجذور والأوراق.

### دوره في عملية الموت الخلوي المبرمج
يمكن أن تؤدي كل من الإشارات الداخلية والخارجية إلى تحريض موت الخلايا المبرمج. تحدث عملية تفكيك المكونات الخلوية بشكل أساسي عن طريق بروتيازات خاصة تعرف باسم كاسبيسات، ولكن البروتيزوم يلعب أيضًا أدوارًا مهمة ومتنوعة في عملية الموت الخلوي المبرمج. يشار إلى مشاركة البروتيزوم في هذه العملية من خلال زيادة تواجد البروتين وإنزيمات خاصة أخرى والتي تلاحظ قبل موت الخلايا المبرمج بفترة طويلة، أما أثناء موت الخلايا المبرمج فقد لوحظ أيضًا أن البروتيزوم التي تترجم في النواة تنتقل إلى جيوب غشائية خارجية مميزة تلعب دورها في عملية الموت الخلوي المبرمج. لتثبيط البروتياز تأثيرات مختلفة على تحريض موت الخلايا المبرمج في أنواع الخلايا المختلفة. يعتبر البروتيزوم غير ضروري لعملية الموت الخلوي لكنه يحرض هذه العملية وينشطها في معظم أنواع الخلايا التي دُرست. يتواسط البروتيزوم في عملية موت الخلايا المبرمج من خلال تعطيل التحلل المنظم للبروتينات التي تساهم في الدورة الخلوية التي تزيد النمو الخلوي، ومع ذلك فإن بعض أنواع الخلايا مثل الخلايا التائية والخلايا العصبية يمكن منعها من الخضوع لعملية موت خلوي مبرمج عند التعرض لمثبطات البروتيزوم، يبدو أن آلية هذا التأثير ليست واضحة، ولكن يُفترض أنها خاصة بالخلايا التي لا تنقسم. استخدمت قدرة مثبطات البروتيزوم على إحداث الموت الخلوي المبرمج في الخلايا سريعة الانقسام في العديد من عوامل العلاج الكيميائي التي طورت مؤخرًا مثل بورتيزوميب وسالينوسبوراميد.

## الاستجابة للإجهاد الخلوي
يمكن خلال عملية الاستجابة للإجهاد الخلوي (مثل العدوى أو الصدمة الحرارية أو الأذية الناتجة عن التأكسد) التعبير عن بروتينات خاصة تلعب دورًا أساسيًا في عملية التحلل البروتيني، تزيد هذه البروتينات نشاط نظام يوبيكيتين - بروتيزوم على الرغم من أنهما لا يشاركان بشل مباشر في هذه العملية. توجد آليات مماثلة لتعزيز تحلل البروتينات التالفة من خلال عملية الأكسدة التي يحفزها نظام البروتيزوم. تنظم البروتيزومات المترجمة في النواة بواسطة أنزيمات خاصة وتعمل على تحلل الهستونات المؤكسدة أو التالفة. يمكن أن تتحلل البروتينات المؤكسدة التي غالبًا ما تشكل تكتلات كبيرة غير متبلورة ضمن الخلية بشكل مباشر ولا تتطلب عملية تحلل مائي أو مشاركة اليوبيكيتين، لكن المستويات المرتفعة من الأذيات الناتجة عن التأكسد تزيد من درجة الارتباط المتبادل بين أجزاء البروتين، ما يجعل هذه الأجزاء المتراكمة مقاومة لعملية تحلل البروتين. ترتبط الأعداد والأحجام الكبيرة من هذه الركام شديد التأكسد بشيخوخة الخلايا.
قد يساهم عدم انتظام يوبيكيتين - بروتيزوم في الإصابة بالعديد من الأمراض العصبية، فقد يؤدي إلى أورام دماغ مثل الأورام النجمية، وإلى بعض الأمراض التنكسية العصبية مثل داء باركنسون ومرض الزهايمر. يمكن أن تشكل هذه البروتينات تجمعات كبيرة غير قابلة للذوبان من البروتينات غير المنتظمة وتؤدي إلى تسمم عصبي من خلال آليات غير مفهومة جيدًا حتى الآن. اقترحت بعض الأبحاث أن انخفاض نشاط البروتيزوم هو السبب الرئيسي لتشكيل أجسام ليوي المميزة لمرض باركنسون. تدعم هذه الفرضية ملاحظة أن نماذج الأنزيمات في مرض باركنسون تزيد احتمال التعرض لتسمم عصبي.

## دوره في جهاز المناعة
يلعب البروتيزوم دورًا مباشرًا وحاسمًا في وظيفة الجهاز المناعي. تعرض مستضدات الببتيد بواسطة معقدات التوافق النسيجي الرئيسية على سطح الخلايا التي تعرض المستضدات، تنتج هذه الببتيدات عن عملية التحلل البروتيزومي للبروتينات التي نشأت نتيجة العامل الممرض. تشمل البروتينات التي يزداد التعبير عنها أثناء الاستجابة المناعية الجسيم التنظيمي إس 11، والذي يتمثل دوره البيولوجي الرئيسي المعروف في تنظيم إنتاج روابط معقدات التوافق النسيجي الرئيسية والوحدات الفرعية المتخصصة.